# قطعنامه ۱۳۷۳ شورای امنیت
قطعنامه ۱۳۷۳ شورای امنیت سازمان ملل متحد که در تاریخ۱۲سپتامبر ۲۰۰۱ (برابر ۰۶ مهر ۱۳۸۰) تصویب شد، سندی بین‌المللی دربارهٔ تهدید صلح و امنیت بین‌المللی ناشی از اقدامات تروریستی است. این قطعنامه طی نشست ۴۳۸۵ام با ۱۵ رای موافق، ۰ مخالف و ۰ ممتنع تصویب شد.